# Basilio Lecapeno
Basilio Lecapeno, también llamado Basilio el bastardo, (¿? - c. 985) fue jefe de la administración del Imperio bizantino de 945 hasta 985 y es considerado uno de los eunucos más destacados en la historia de este imperio. Era hijo ilegítimo del emperador Romano I Lecapeno y fue castrado cuando joven, aparentemente por cuestiones dinásticas, ya que según las costumbres y cultura de la época un hombre mutilado no podía acceder al trono. Cerca del 945, alrededor del tiempo en que su padre fue depuesto, su cuñado, el emperador Constantino VII, lo nombró parakoimomenos. Perdió su puesto cuando el emperador Romano II ascendió al trono, pero lo recobró bajo el mandato de Nicéforo II y Juan I Tzimisces. Como jefe de la administración imperial amasó una gran fortuna personal, lo que al parecer le causó tensiones con Juan I Tzimisces poco antes de la muerte de este último en 976. De acuerdo con algunas fuentes, Basilio envenenó al emperador.
Continuó en el cargo en los primeros años de reinado de Basilio II, pero en 985, el joven emperador, deseoso de asumir el gobierno por sí mismo después de ser dominado por regentes y guardianes provisionales durante treinta años, lo acusó de simpatizar con el rebelde Bardas Focas y lo retiró de su puesto. Todas sus tierras y posesiones fueron confiscadas y todas las leyes emitidas bajo su administración fueron declaradas nulas y sin valor. Basilio Lecapeno fue exiliado y murió poco después.